# Nancy Olson (Rollstuhltennisspielerin)
Nancy Olson (* 8. März 1957) ist eine ehemalige US-amerikanische Rollstuhltennisspielerin.

## Karriere
Nancy Olson startete in der Klasse der Paraplegiker.
Sie nahm an zwei Paralympischen Spielen teil. 1992 schied sie im Einzel im Viertelfinale gegen Monique Kalkman aus, während sie im Doppel an der Seite von Lynn Seidemann das Endspiel erreichte. Die beiden unterlagen Monique Kalkman und Chantal Vandierendonck, womit sie die Silbermedaille gewannen. 1996 erreichte sie im Einzel erneut das Viertelfinale, in dem sie dieses Mal Chantal Vandierendonck unterlag. Auch im Doppel wiederholte sie ihr Ergebnis der letzten Spiele mit dem Gewinn einer weiteren Silbermedaille. Gemeinsam mit Hope Lewellen zog sie ins Endspiel ein, das erneut Monique Kalkman und Chantal Vandierendonck gewannen.
In der Weltrangliste erreichte sie ihre besten Platzierungen mit Rang drei im Einzel am 23. März 1993 sowie der Weltranglistenführung im Doppel am 6. September 1994. Ihr letztes Turnier bestritt sie 1999.